# Trzaskowo
Trzaskowo (prononciation : [tʂasˈkɔvɔ], en allemand : Brachfeld) est un village polonais de la gmina de Czerwonak dans le powiat de Poznań de la voïvodie de Grande-Pologne dans le centre-ouest de la Pologne.
Il se situe à environ 8 kilomètres au nord de Czerwonak (siège de la gmina) et à 17 kilomètres au nord-est de Poznań (siège du powiat et capitale régionale).

## Histoire
De 1975 à 1998, le village faisait partie du territoire de la voïvodie de Poznań.

Depuis 1999, Trzaskowo est situé dans la voïvodie de Grande-Pologne.
Le village possède une population de 59 habitants en 2014.